# 観音寺 (越谷市大成町)
観音寺（かんのんじ）は、埼玉県越谷市にある真言宗豊山派の寺院。

## 歴史
創建年代は不明である。ただ本寺は同市相模町の大聖寺であり、山号の「真大山」は大聖寺から頂いたものという。
当寺の本尊は十一面観音である。慈覚大師円仁の作と伝えられており、武蔵国三十三ヶ所霊場第29番札所となっている。通常は秘仏であり、12年に一度午年に開帳される。

## 交通アクセス
- 越谷レイクタウン駅より徒歩26分。